# We Built This Glee Club
We Built This Glee Club er den 11. episode af den sjette sæson af tv-serien Glee og den 119. overordnede set. Episoden blev skrevet af Aristoteles Kousakis, instrueret af Joaquin sedillo, og blev første gang vist den 13. marts 2015 på Fox i USA.
Episoden viser sektionskonkurrencen, som New Directions er desperate for at vinde og redde deres klub. Rachel Berry skal beslutte om hun vil acceptere en rolle i en ny Broadwayforestilling eller vende tilbage til skolen på NYADA. Episoden har tilbagelevering af special gæstestjerne Jonathan Groff som Jesse St. James.

## Handling
Mens New Directions øve en danserutine til den forestående konkurrence, klager deres nye medlemmer fra Wablers over, at Roderick (Noah Guthrie) og Spencer Porter (Marshall Williams) er dårlige dansere, og at de vil ødelægge nummeret. Kitty Wilde (Becca Tobin) antyder at de bliver i baggrunden til gavn for holdet, og de går senere til hende for at få hjælp med deres dans. Mens de øver, bliver Spencer skadet i anklen. Fodboldtræner Sheldon Beiste diagnosticerer det som en meget alvorlig forstuvning, og anbefaler, at han ikke konkurrere, men Spencer insisterer på, kommer med til korkonkurrencen til trods for risikoen for permanente skader på anklen.
Sam Evans (Chord Overstreet) beder fortsat indtrængende Rachel Berry (Lea Michele) om at vende tilbage til skole på NYADA, mens hun virker mere opsat på at acceptere den rolle, hun er blevet tilbudt på Broadway. Hun begynder at synge og får selskab af sin tidligere kæreste og rival Jesse St. James (Jonathan Groff), der fortæller hende, at han er den mandlige hovedrolle i Broadway musicalen og opfordrer hende til at tage sin del.
Ved konkurrencen kommer det første kor på scenen med levende falke. Vocal Adrenaline, coachet af Sue, der er iført en paryk, der ligner hendes normale hår, gør et omfattende performance med dødbolde, slutter deres endelige sang med et par menneskelige kanonkugler. Rachel fører New Directions i et show cirkel peptalk før deres sæt. Spencer er ved at få sin kortison skud, men Roderick stopper ham, og tilbyder en anden plan: Spencer vises i "Chandelier" ved at svinge ind på en af scenens lysekroner, og synger og danser i det endelige finale, mens han er på krykker. Efter dommerne voterer, vinder New Directions konkurrencen, med en overrasket og utilfredse Vocal Adrenaline på andenpladsen.

## Eksterne links
- We Built This Glee Club på Internet Movie Database (engelsk)
- We Built This Glee Club hos TV.com (engelsk)